# Australie au Concours Eurovision de la chanson 2020
L'Australie était l'un des quarante et un pays participants prévus du Concours Eurovision de la chanson 2020, qui aurait dû se dérouler à Rotterdam aux Pays-Bas. Le pays aurait été représenté par la chanteuse Montaigne et sa chanson Don't Break Me, sélectionnées via l'émission Eurovision: Australia Decides 2020. L'édition est finalement annulée en raison de la pandémie de Covid-19.

## Sélection
Le diffuseur australien SBS confirme sa participation à l'Eurovision 2020 le 28 mai 2019. 
La reconduction du format Eurovision: Australia Decides comme sélection est annoncée le 30 août 2019, la tenue de la sélection est fixée au 8 février 2020.

### Format
Dix artistes sont en compétition lors d'une unique émission où le gagnant est déterminé par une combinaison de vote d'un jury pour une moitié et du télévote australien pour l'autre moitié.

### Participants
Les différents participants ont été annoncés entre novembre et décembre 2019, les derniers participants étant annoncés les 16 décembre 2019.

### Résultats
- Vainqueur
- Deuxième
- Vainqueur

| Ordre | Artiste         | Chanson              | Langue             | Jury | Télévote | Total | Place |
| ----- | --------------- | -------------------- | ------------------ | ---- | -------- | ----- | ----- |
| 1     | iOTA            | Life                 | Anglais            | 19   | 13       | 32    | 9     |
| 2     | Jordan-Ravi     | Pushing Stars        | Anglais            | 11   | 12       | 23    | 10    |
| 3     | Jaguar Jonze    | Rabbit Hole          | Anglais            | 18   | 28       | 46    | 6     |
| 4     | Jack Vidgen     | I Am King I Am Queen | Anglais            | 19   | 15       | 34    | 8     |
| 5     | Vanessa Amorosi | Lessons of Love      | Anglais            | 42   | 40       | 82    | 3     |
| 6     | Diana Rouvas    | Can We Make Heaven   | Anglais            | 24   | 18       | 42    | 7     |
| 7     | Mitch Tambo     | Together             | Anglais, Kamilaroi | 24   | 33       | 57    | 5     |
| 8     | Casey Donovan   | Proud                | Anglais            | 40   | 60       | 100   | 2     |
| 9     | Montaigne       | Don't Break Me       | Anglais            | 54   | 53       | 107   | 1     |
| 10    | Didirri         | Raw Stuff            | Anglais            | 39   | 24       | 63    | 4     |

La finale se conclut sur la victoire de Montaigne et de sa chanson Don't Break Me, désignées ainsi représentantes de l'Australie ) l'Eurovision 2020.

## À l'Eurovision
L'Australie aurait participé à la première demi-finale, le 12 mai puis, en cas de qualification, à la finale du 16 mai 2020.
Le 18 mars 2020, l'annulation du Concours en raison de la pandémie de Covid-19 est annoncée.